# 27 janvier 1975
Le lundi 27 janvier 1975 est le 27e jour de l'année 1975.

## Naissances
- Aloísio José da Silva, joueur de football brésilien
- Amamiya Karin, écrivaine et militante japonaise
- Ana Belén Vázquez, personnalité politique espagnole
- Boris Ehrgott, journaliste, présentateur et producteur français de télévision
- Caroline Vigneaux, avocate française devenue humoriste
- Cristian Casoli, joueur de volley-ball italien
- Mitra Farahani, peintre et cinéaste iranienne
- Phicil, auteur de bande dessinée français
- Yasunori Hayashi, chanteur, compositeur, et parolier japonais

## Décès
- Bill Walsh (né le 30 septembre 1913), producteur cinématographique et scénariste américain
- Mikhaïl Papava (né le 6 novembre 1906), journaliste soviétique, également écrivain, scénariste et critique

## Événements
- Sortie de la chanson No No Song de Hoyt Axton